# Essere e avere
Essere e avere è un film del 2002 diretto da Nicolas Philibert, presentato fuori concorso al 55º Festival di Cannes.

## Trama
Il documentario riprende le vicende di una scuola e dell'ambiente rurale ad essa circostante nel Massiccio centrale francese, (Saint-Étienne-sur-Usson) nel periodo che va dal dicembre 2000 a giugno 2001. Protagonisti 13 bambini di età differente, dai 4 ai 13 anni, riuniti intorno alla figura di un insegnante in procinto di andare in pensione. L'ambiente contadino e i suoi ritmi, la normale vita scolastica, i compiti a casa, i colloqui del maestro con genitori e alunni, le controversie tra piccoli e grandi ne costituiscono il tessuto narrativo, facendo di quest'opera di Nicolas Philibert, un affascinante esperimento filmico, di intenso interesse didattico e morale, premiato, in Francia, da notevole successo di pubblico e critica.

## Riconoscimenti
- Premio Louis-Delluc 2002
- Premi César 2003
  - Miglior montaggio
- Étoiles d'or de la presse du cinéma français 2003